# Shanghai Maple

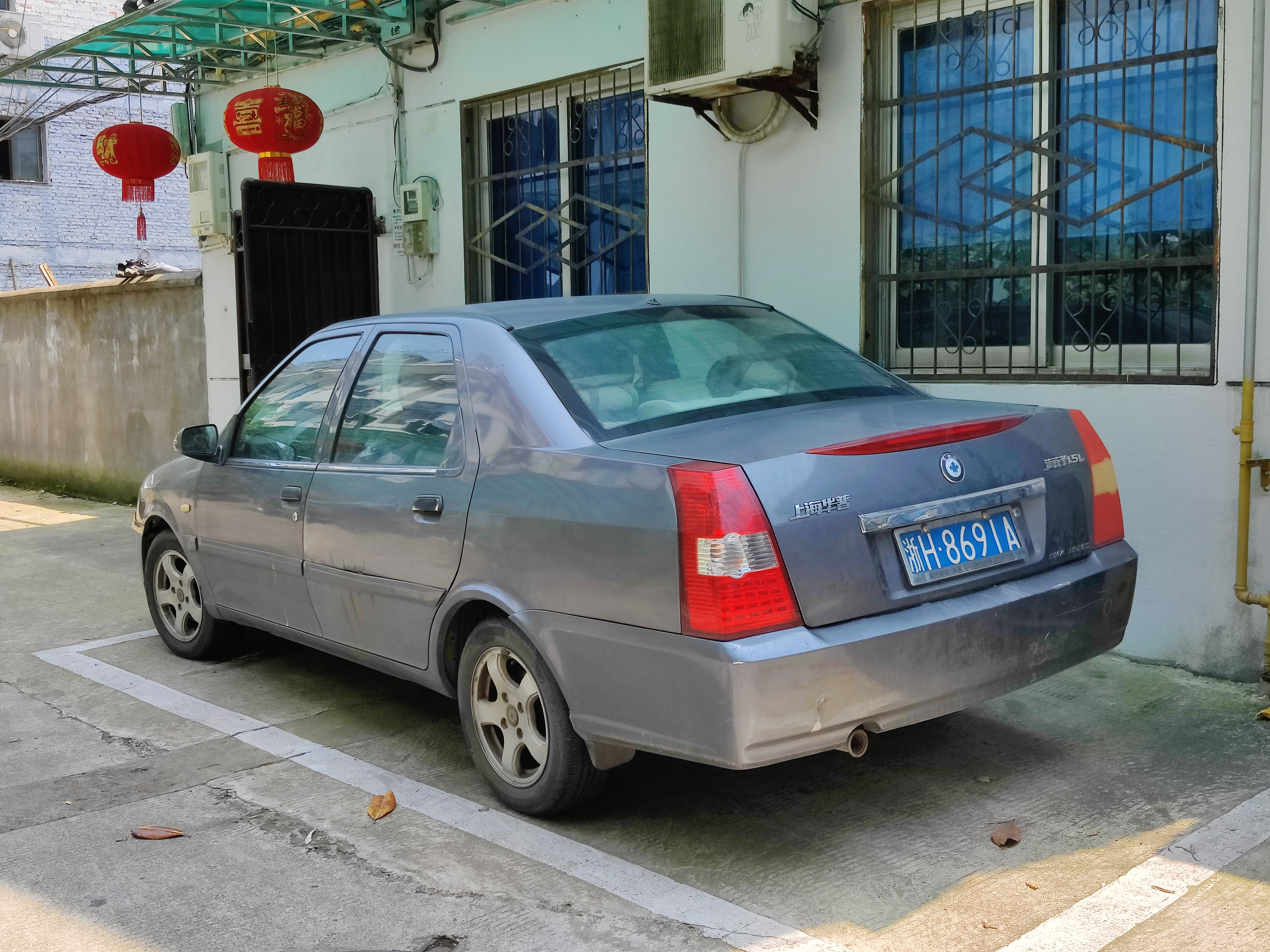
Shanghai Maple Haifeng

Shanghai Maple Guorun Automobile Co., Ltd. (Shanghai Maple, досл. Шанхайський клен) — виробник автомобілів, що базується у Фенджин (район Цзіньшань, Шанхай), дочірня компанія Zhejiang Geely Holding Group.

## Історія
Shanghai Maple створений 2000 року. У 2002 році Geely придбав контрольний пакет компанії, а 2008 року Shanghai Maple повністю консолідований у Geely як його бюджетний бренд.
Перший автомобіль Shanghai Maple випущений влітку 2003 року на базі Citroën ZX 1990-х років.
Maple Marindo демонструвався на автосалоні у Франкфурті 2005 року.
2007 року розпочався експорт автомобілів Shanghai Maple в Єгипет, де вони продавалися як C51 (седан) та C52 (седан із решіткою в стилі Audi). Спортивніший хетчбек R80 та седан R81 експортувались на ринки, включаючи Росію та Чилі. У 2010 році Geely частково зняла з виробництва марку Shanghai Maple, замінивши її бюджетним брендом Englon.
У лютому 2013 року Shanghai Maple і Kandi Technologies оголосили, що домовились створити спільне підприємство з частками 50:50, Zhejiang Kandi Electric Vehicles Investment, з початковим зареєстрованим капіталом в 1 мільярд юанів (160 мільйонів доларів США), орієнтоване на дослідження та розробки, виробництво, маркетинг та продаж електромобілів на материковій частині Китаю. Угоду про спільне підприємство підписано 22 березня 2013 року.
Станом на 2020 рік бренд Maple було відроджено в результаті партнерства між Geely і Kandi Technologies. Geely володіє 78 відсотками акцій Fengsheng Automotive Technology Group, а решта 22 відсотки належать Zhejiang Kandi Vehicle або Kandi Technologies. Повідомляється, що новий бренд буде зосереджений на дослідженнях, розробках і продажах електромобілів і запчастин до них, послугах лізингу транспортних засобів і відповідних післяпродажних послугах. Відроджений бренд Maple мав створити серію доступних електромобілів на базі існуючих бензинових автомобілів Geely. Першим продуктом Maple був Maple 30X , заснований на Geely Vision X3.  Позашляховик і два хетчбеки були заплановані до запуску в 2021 році; виробник також оголосив, що працює над кількома електромобілями. 
У березні 2021 року Kandi Technologies вийшла зі своєї частки в Maple, передавши свої 22% акцій Fengsheng Geely. 
У 2022 році Geely запустила нове спільне підприємство Lifan і Maple під назвою Livan (Ruilan, 睿蓝). Geely оголосила про запуск Maple Leaf 60S, першого автомобіля Geely зі змінним акумулятором під брендом Livan, виробленого спільно з Lifan на базі Geely Emgrand GL. 
У 2022 році, після того як Lifan Group була придбана Geely Holding Group, Geely повторно консолідувала та об’єднала бренд Maple у бренд Livan, припинивши існування Maple як незалежного бренду та зробивши його назвою моделі під брендом Livan.

## Продукція
- 2003 – Maple Hisoon — 5-дверний хетчбек
- 2004 – Maple Hisoon 205 — 1,8L 4-дверний седан
- 2005 – Maple Hysoul — 4-дверний седан
- 2009 – Maple Haijing — 4-дверний седан

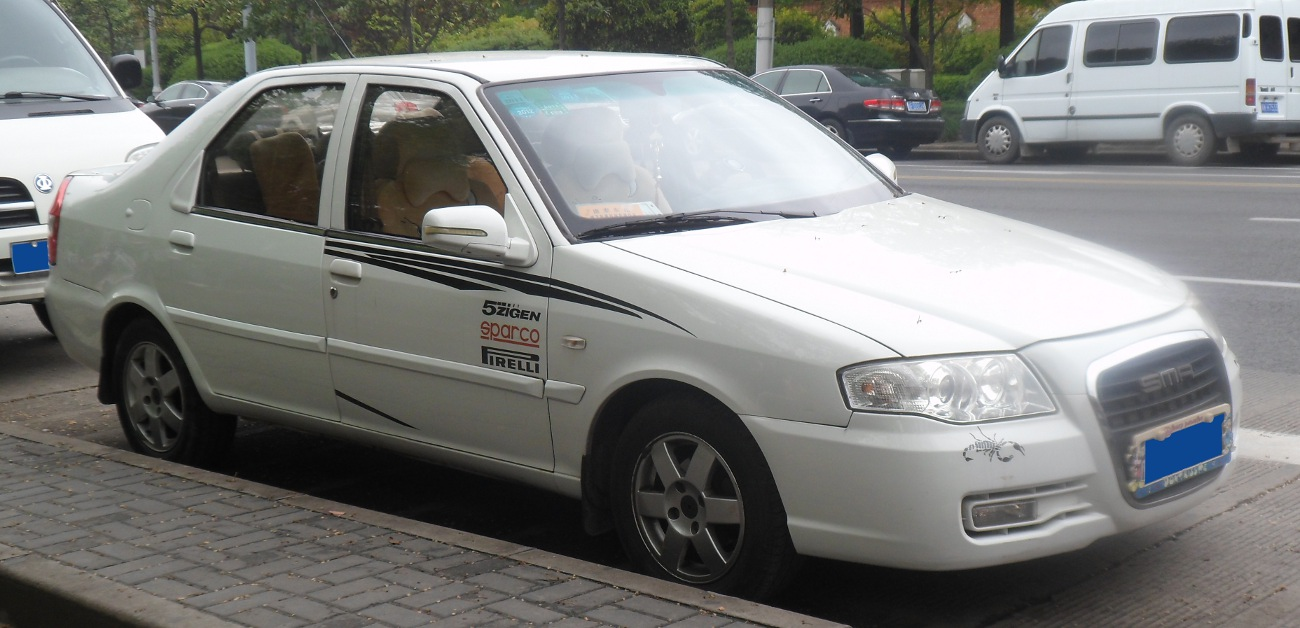
Maple Marindo